# Storia dell'Amsterdamsche Football Club Ajax
Questa pagina tratta la storia dell'Amsterdamsche Football Club Ajax.
L'AFC Ajax è il club più titolato dei Paesi Bassi, potendo vantare la vittoria di 36 campionati, 20 Coppe dei Paesi Bassi, 9 Supercoppe dei Paesi Bassi, nonché la squadra olandese più decorata in ambito internazionale e una tra le più vittoriose al mondo, essendosi aggiudicata 4 Coppe dei Campioni/UEFA Champions League, una Coppa delle Coppe, una Coppa UEFA, 2 Supercoppe europee (è stata la prima compagine a vincere questa competizione) e 2 Coppe Intercontinentali. È anche uno dei cinque club, insieme con Juventus, Bayern Monaco, Chelsea e Manchester Utd, che sono riusciti a vincere tutti e tre le maggiori competizioni europee di calcio per club (Coppa dei Campioni/Champions League, Coppa delle Coppe e Coppa UEFA/Europa League). Inoltre è una delle cinque società calcistiche europee, insieme con Juventus, Bayern Monaco, Chelsea e Manchester United, ad avere vinto almeno una edizione di ogni competizione UEFA per club a cui ha partecipato, oltre ad aver vinto, per prima, la Coppa Piano Karl Rappan (antenata della Coppa Intertoto). È stata la prima olandese a centrare il treble classico (campionato, coppa nazionale, Coppa dei Campioni/Champions League) nella stagione 1971-1972.
Dal 1996 disputa le gare casalinghe alla Johan Cruijff Arena, già nota come Amsterdam Arena. In precedenza era di scena allo stadio De Meer e, per i match internazionali, allo stadio Olimpico di Amsterdam.

## Storia

### La fondazione e l'era amatoriale (1900-1954)

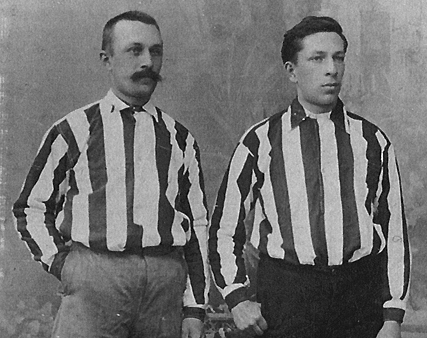
I fratelli Han e Johan Dade con una delle prime divise della squadra

L'Ajax viene fondato il 18 marzo 1900, una domenica, da Han Dade, Floris Stempel e Carel Reeser in un caffè nel centro di Amsterdam. Il nome Ajax deriva dalla mitologia greca: Aiace Telamonio (gr. Αἴας) era infatti un valoroso condottiero. All'inizio la squadra adotta un'uniforme di gioco nera con banda rossa, che viene ben presto sostituita da una a righe bianco-rosse con pantaloncini neri: il rosso, il bianco e il nero sono i colori della bandiera di Amsterdam.
L'Ajax prende parte al campionato olandese nella stagione 1902-1903 disputando il torneo di terza divisione. Ottiene subito la promozione al secondo livello, mentre nel 1910 avviene la prima storica promozione nella massima serie olandese, quando c'è in panchina l'irlandese Jack Kirwan. Per l'occasione sono costruiti gli spalti nello stadio casalingo, l'Het Houten Stadion (lo "stadio di legno"), ma la squadra è costretta a variare la propria casacca: all'epoca infatti non esistevano ancora le "seconde maglie" e si sarebbe creata confusione con le divise dello Sparta. La scelta ricade dunque su una maglia bianca con banda verticale rossa in mezzo, che sarebbe diventata nel tempo una delle casacche più famose al mondo.

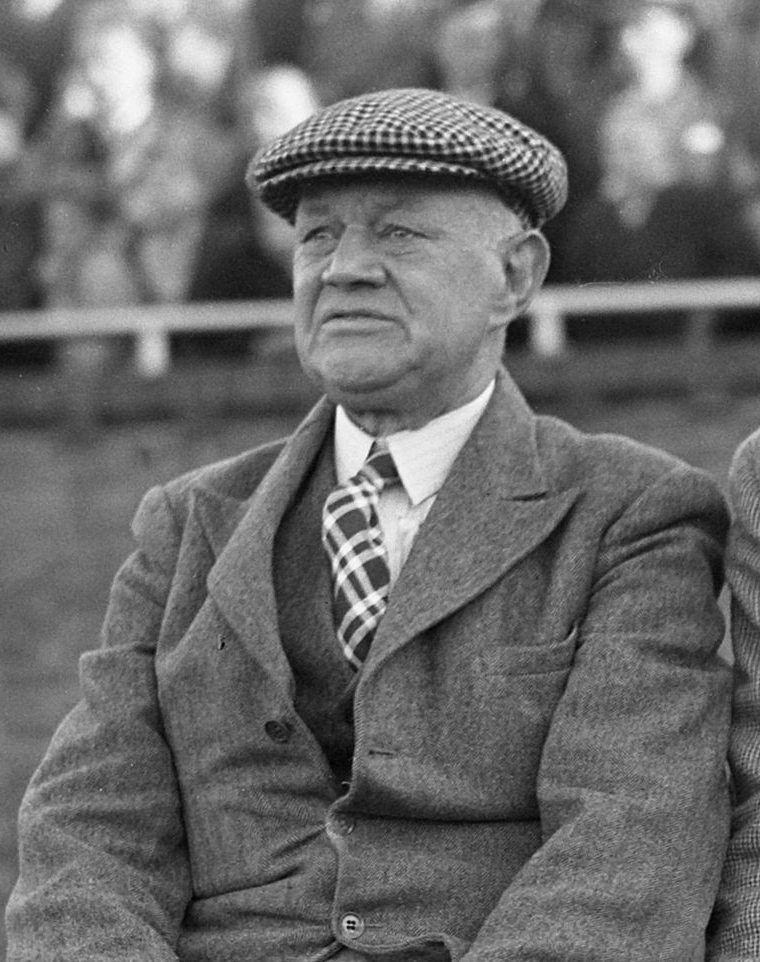
Jack Reynolds nel 1947.

Kirwan nel 1915 lascia la squadra, che intanto è tornata in seconda divisione, ed è sostituito da uno degli allenatori più vincenti nella storia del club, l'inglese Jack Reynolds, considerato il pioniere del calcio totale. Sotto la sua guida i lancieri ritornano in massima serie nel 1917 e in questo stesso anno mettono in bacheca anche il primo trofeo, la coppa nazionale, dopo aver battuto per 5-0 il VSV di Velsen in finale.
L'Ajax vince il primo titolo al termine del 1917-1918 e si ripete l'anno successivo. Reynolds lascia una prima volta il club nel 1925 per farvi ritorno nel 1928, mentre il 9 dicembre 1934 è inaugurato lo Stadion De Meer, capace di contenere 22 000 spettatori: nel primo incontro vede i padroni di casa prevalere per 5-1 in un'amichevole disputata contro lo Stade Français. Sempre sotto la guida dell'inglese e aiutati in campo dai gol di Piet van Reenen, i lancieri vincono altri cinque titoli prima dell'invasione tedesca dei Paesi Bassi. Triste è poco dopo il destino di Eddie Hamel, ex biancorosso statunitense, che trova la morte il 30 aprile 1943 nel campo di concentramento di Auschwitz nel quale è stato deportato.

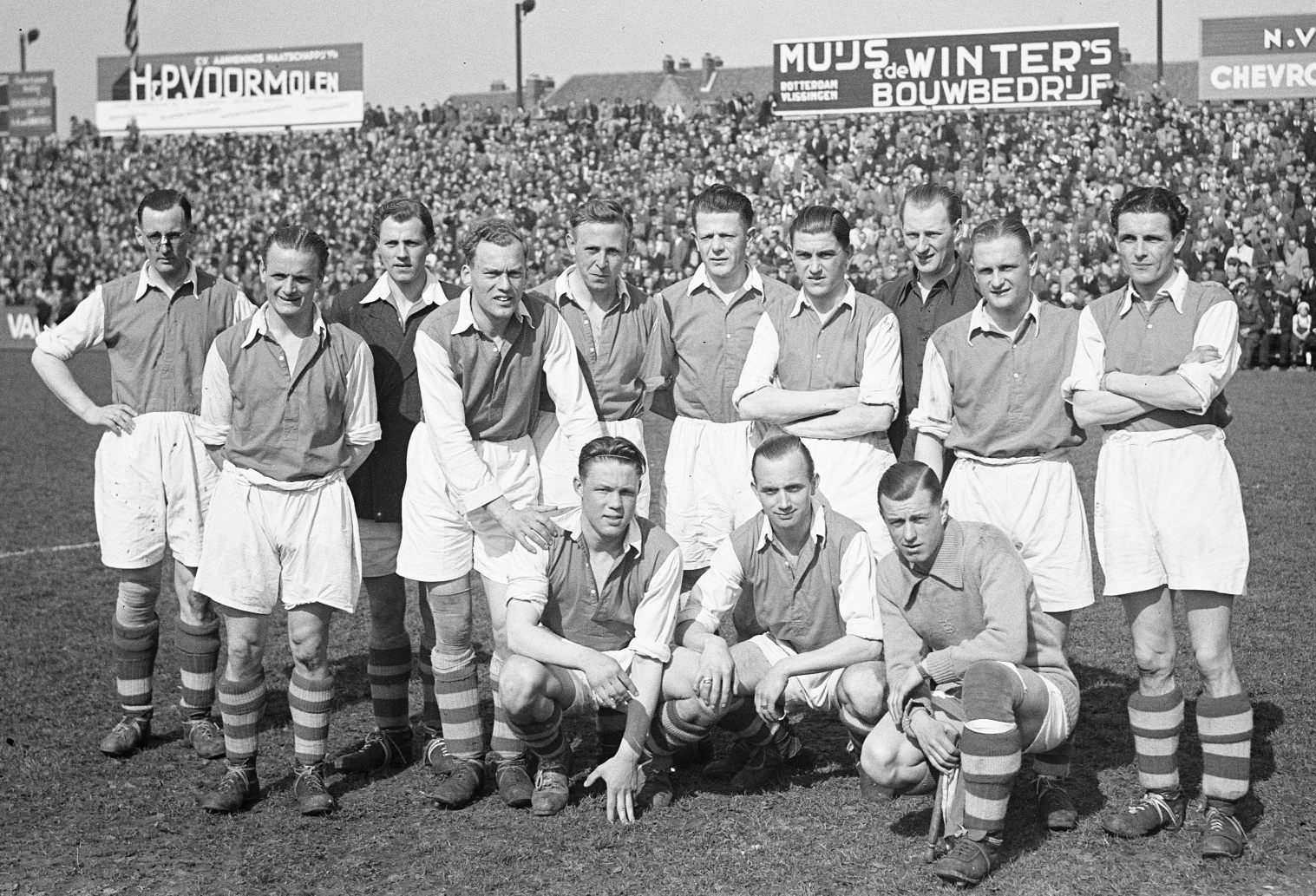
L'Ajax nel 1947 con il giovane Rinus Michels in campo (il primo accosciato da sinistra)

Nel dopoguerra l'Ajax vince l'ottavo titolo nazionale nel 1946-47, di nuovo con Reynolds alla guida (in questo periodo esordisce un giovane attaccante, Rinus Michels), ma la squadra ha difficoltà a confermarsi negli anni a seguire, limitandosi alla vittoria del titolo regionale nel 1950 e nel 1952.

### I primi anni del professionismo (1954-1965)

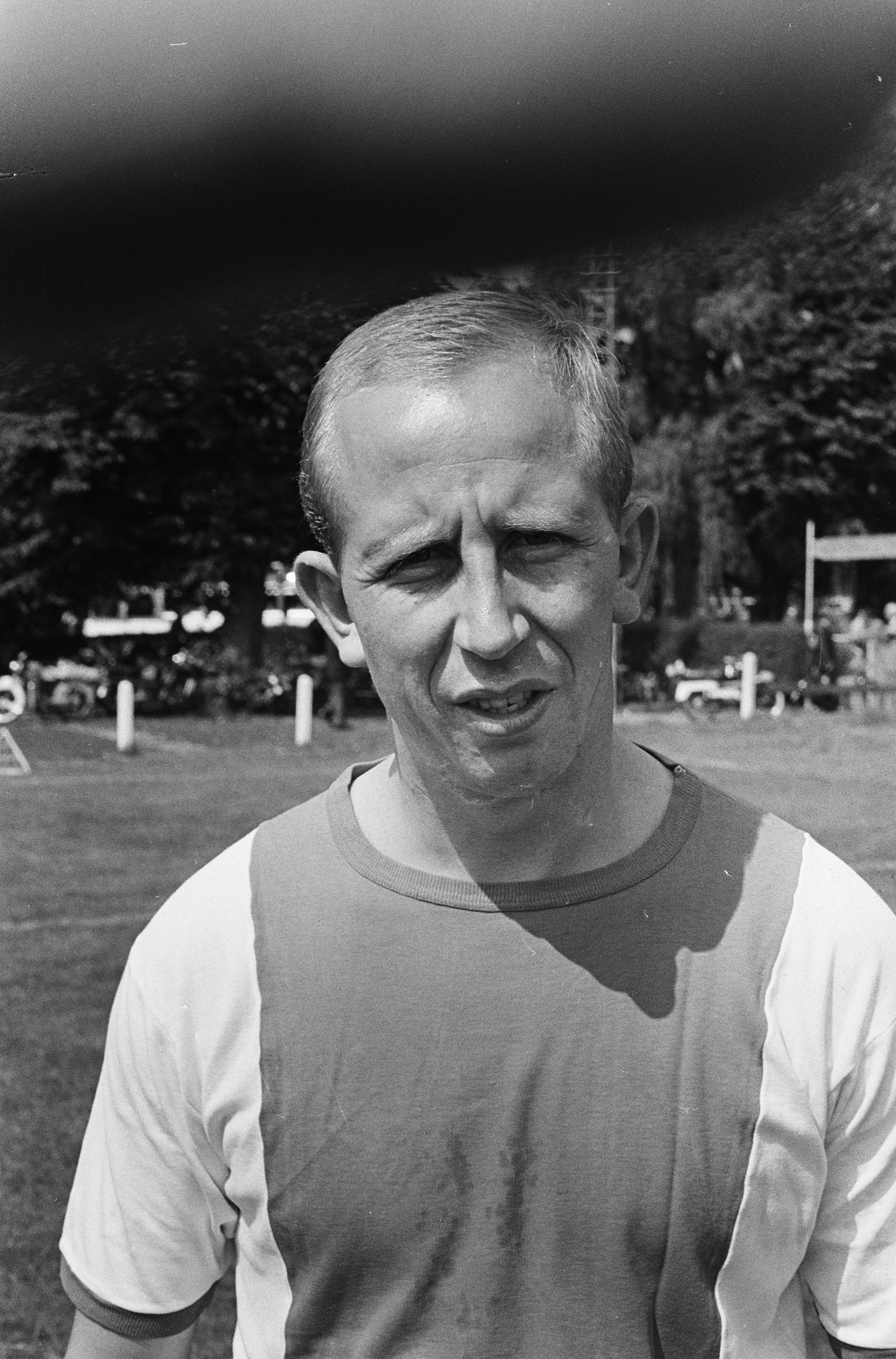
Henk Groot nel 1965.

Il campionato 1954-1955 è il primo dopo l'introduzione del professionismo, mentre due anni dopo nasce l'Eredivisie, un unico girone che accoglie le squadre provenienti da tutto il paese al posto dei molti gironi regionali e di una fase finale nazionale. L'Ajax torna ad aggiudicarsi il titolo nella stagione 1956-1957, la prima con il nuovo formato; in rosa c'è Sjaak Swart, detentore del record di presenze complessive in maglia biancorossa. L'esordio nelle competizioni europee avviene invece l'anno seguente, con la disputa della Coppa dei Campioni 1957-1958. Qui i lancieri arrivano a disputare i quarti di finale, ma vengono eliminati dal Vasas: dopo un pareggio per 2-2 nella gara di andata ad Amsterdam, gli ungheresi vincono quella di ritorno con un secco 4-0.
Nel 1959 è l'inglese Vic Buckingham a sedersi sulla panchina della squadra, che si aggiudica subito il decimo titolo; tra i giocatori c'è anche il capocannoniere del campionato, Henk Groot, uno degli attaccanti più prolifici di sempre in maglia biancorossa, mentre nella stagione successiva si aggiunge al gruppo un altro calciatore ai primi posti nella classifica dei gol segnati nel club, Piet Keizer. La squadra partecipa nuovamente alla Coppa dei Campioni, ma il cammino nella manifestazione termina al primo turno, dopo aver affrontato i norvegesi del Fredrikstad. Un primo successo internazionale arriva invece nel 1961-1962 con la conquista della Coppa Piano Karl Rappan, l'antenata della Coppa Intertoto.
La stagione 1964-1965 segna l'esordio in prima squadra di un giovane Johan Cruijff, tuttavia l'Ajax non naviga in buone acque. All'inizio del 1965 la squadra subisce la sconfitta più pesante in Eredivisie, un 9-4 contro il Feyenoord che causa l'esonero di Buckingham.

### IlGloria Ajax(1965-1974)

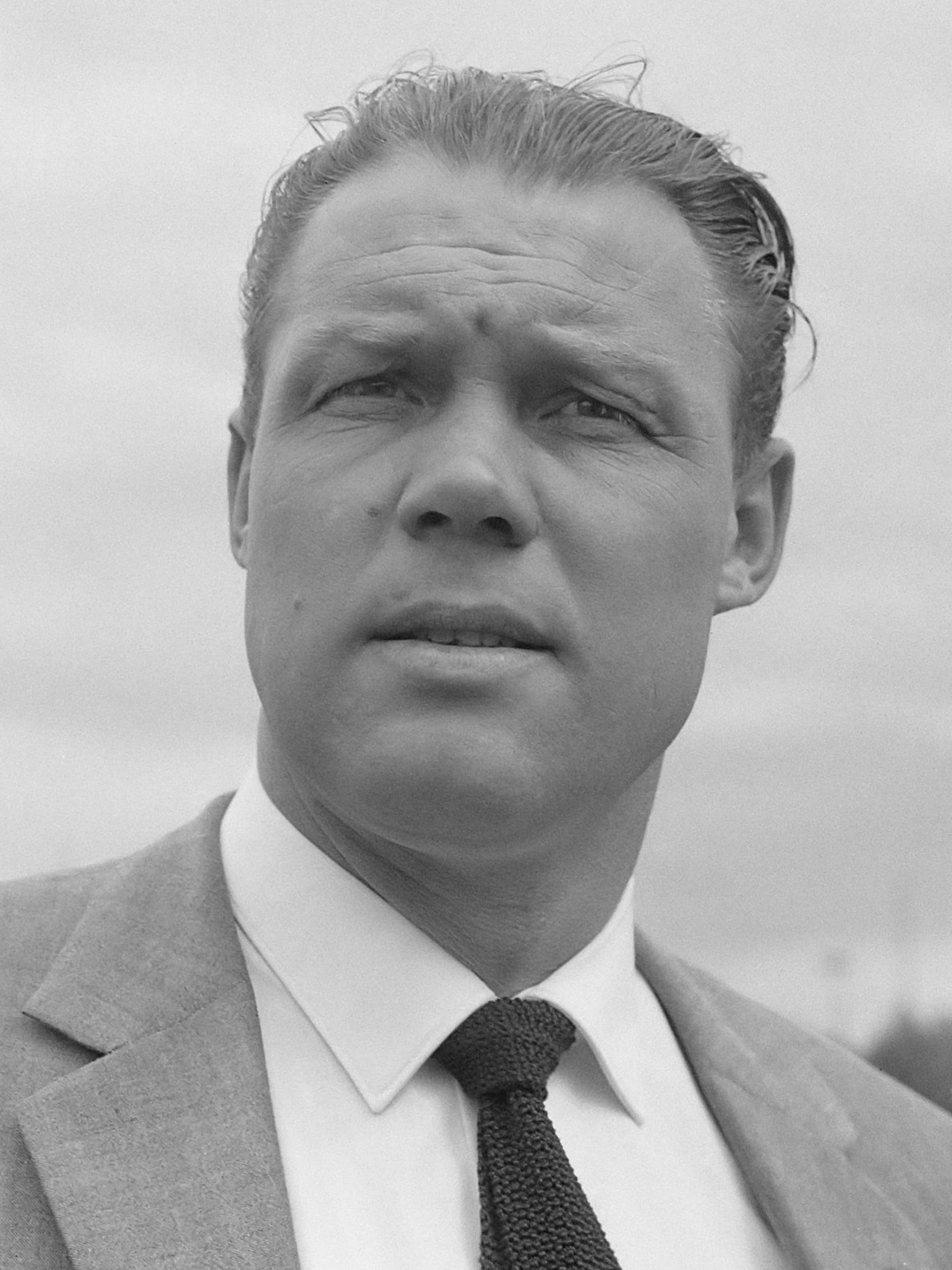
Rinus Michels nel 1966.

Il tecnico inglese è sostituito da un uomo che rivoluzionerà il calcio, Rinus Michels. Allievo di Jack Reynolds, egli è infatti considerato il padre del calcio totale, una concezione tattica che supera la tradizionale divisione del lavoro in campo tra difensori, centrocampisti e attaccanti ed è incentrato sul 4-3-3, sul possesso della palla, sul pressing e sul fuorigioco, facendo leva sulla versatilità dei giocatori. Tutti gli atleti in campo, infatti, partecipano al gioco in ogni suo aspetto, con un'organizzazione in cui chiunque, senza difficoltà, può ricoprire una qualsiasi zona del campo a seconda delle esigenze. Stava nascendo su queste basi la squadra che sarebbe stata nota in tutto il mondo come Gloria Ajax.
Michels guida l'Ajax alla salvezza in quel campionato, ma vince poi il titolo nella stagione 1965-1966 e si ripete nelle due successive; in particolare nel 1966-1967 il club ottiene il primo double della sua storia. Gli ajacidi hanno così modo di partecipare a tre edizioni della Coppa dei Campioni: leggendaria è la sfida contro il favorito Liverpool negli ottavi dell'edizione 1966-1967, con gli inglesi che sono sconfitti per 5-1 nella nebbia di Amsterdam. Questa partita, come spesso accade in occasione di gare importanti, non è disputata nel piccolo Stadion De Meer, ma nel più capiente Olympisch Stadion.

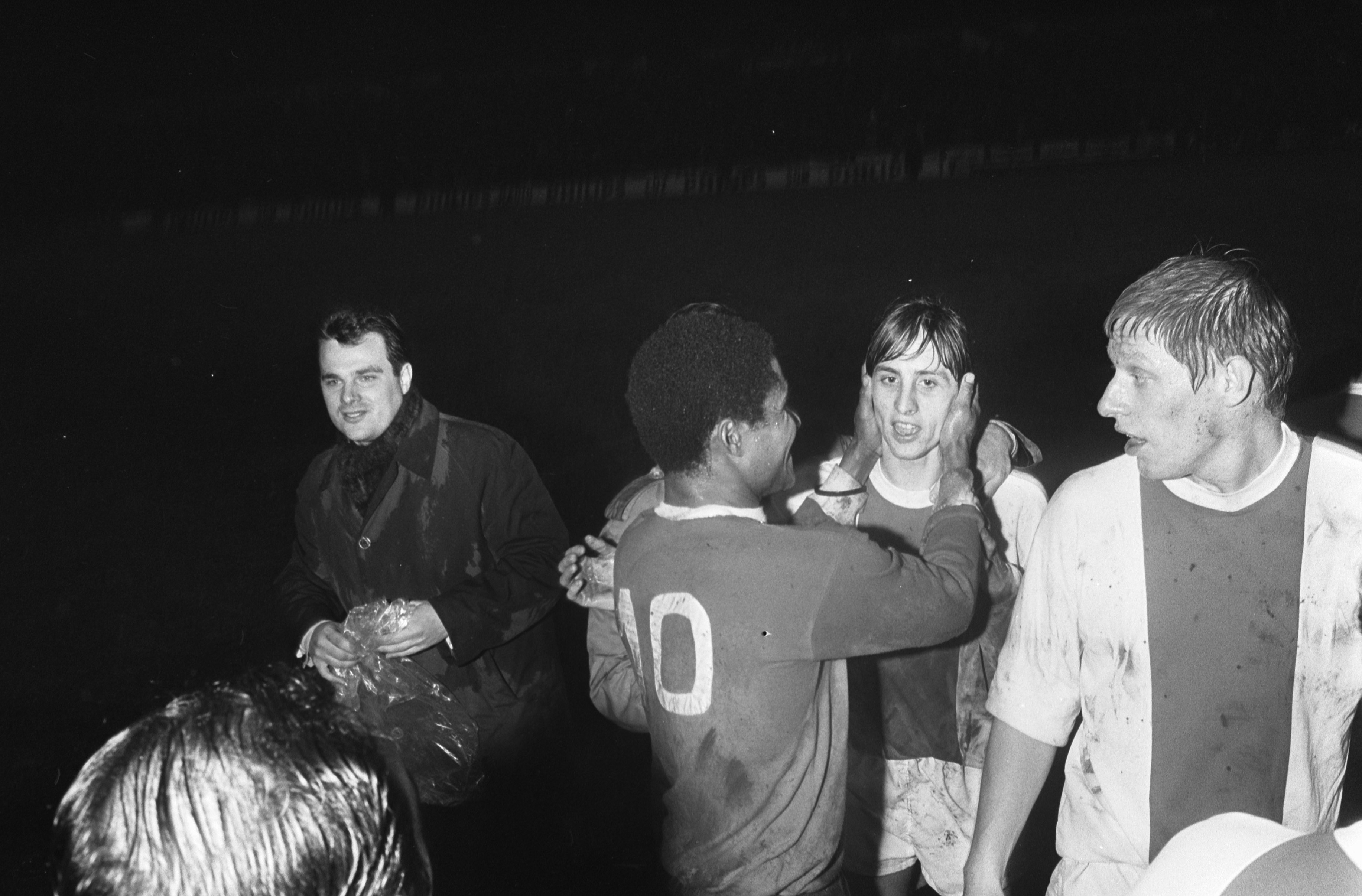
Johan Cruijff nel 1969, mentre riceve i complimenti di Eusébio dopo la sfida di Coppa dei Campioni tra gli olandesi e il Benfica.

Un primo traguardo internazionale importante viene invece raggiunto nella Coppa dei Campioni 1968-1969: l'Ajax elimina tra gli altri il Benfica di Eusébio nei quarti, sicuramente una delle migliori squadre del periodo, e arriva poi a giocare la finale. La partita, disputata allo Stadio Santiago Bernabéu di Madrid, vede i lancieri di fronte al Milan di Nereo Rocco, che termina il primo tempo in vantaggio per 2-0 grazie a una doppietta di Pierino Prati. Nel secondo tempo la partita è riaperta da un calcio di rigore trasformato dal capitano biancorosso Velibor Vasović, ma in seguito un altro gol di Prati e uno di Angelo Benedicto Sormani consegnano la coppa saldamente nelle mani del Milan.

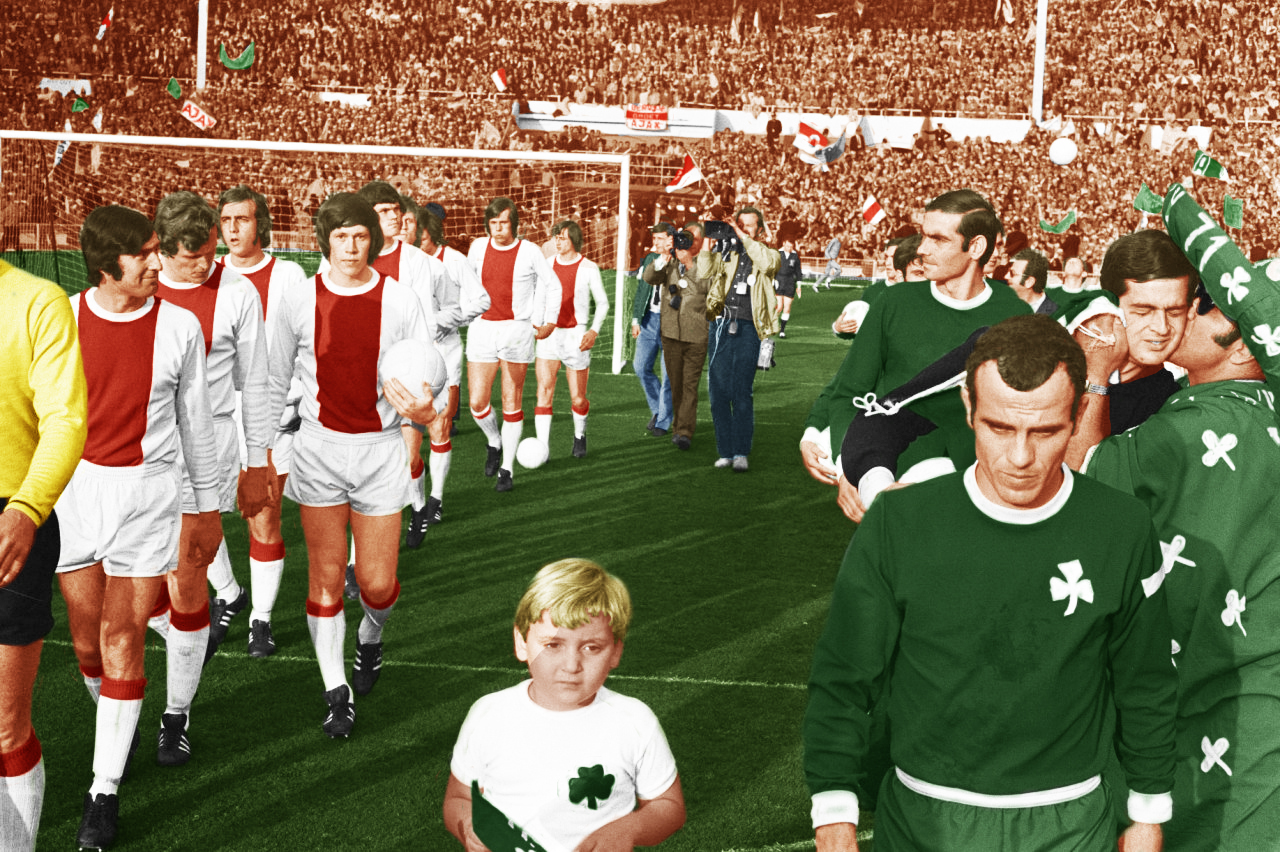
Finale della Coppa dei Campioni 1970-1971 Ajax - Panathinaikos

L'Ajax conclude il campionato 1968-1969 al secondo posto e nella stagione successiva disputa la Coppa delle Fiere: qui elimina tra gli altri il Napoli agli ottavi di finale, ma è eliminato dall'Arsenal, raggiungendo comunque la semifinale. Vince poi un altro double, con in rosa elementi del calibro di Heinz Stuy, Barry Hulshoff, Ruud Krol, Dick van Dijk, Gerrie Mühren, Arie Haan e Wim Suurbier.

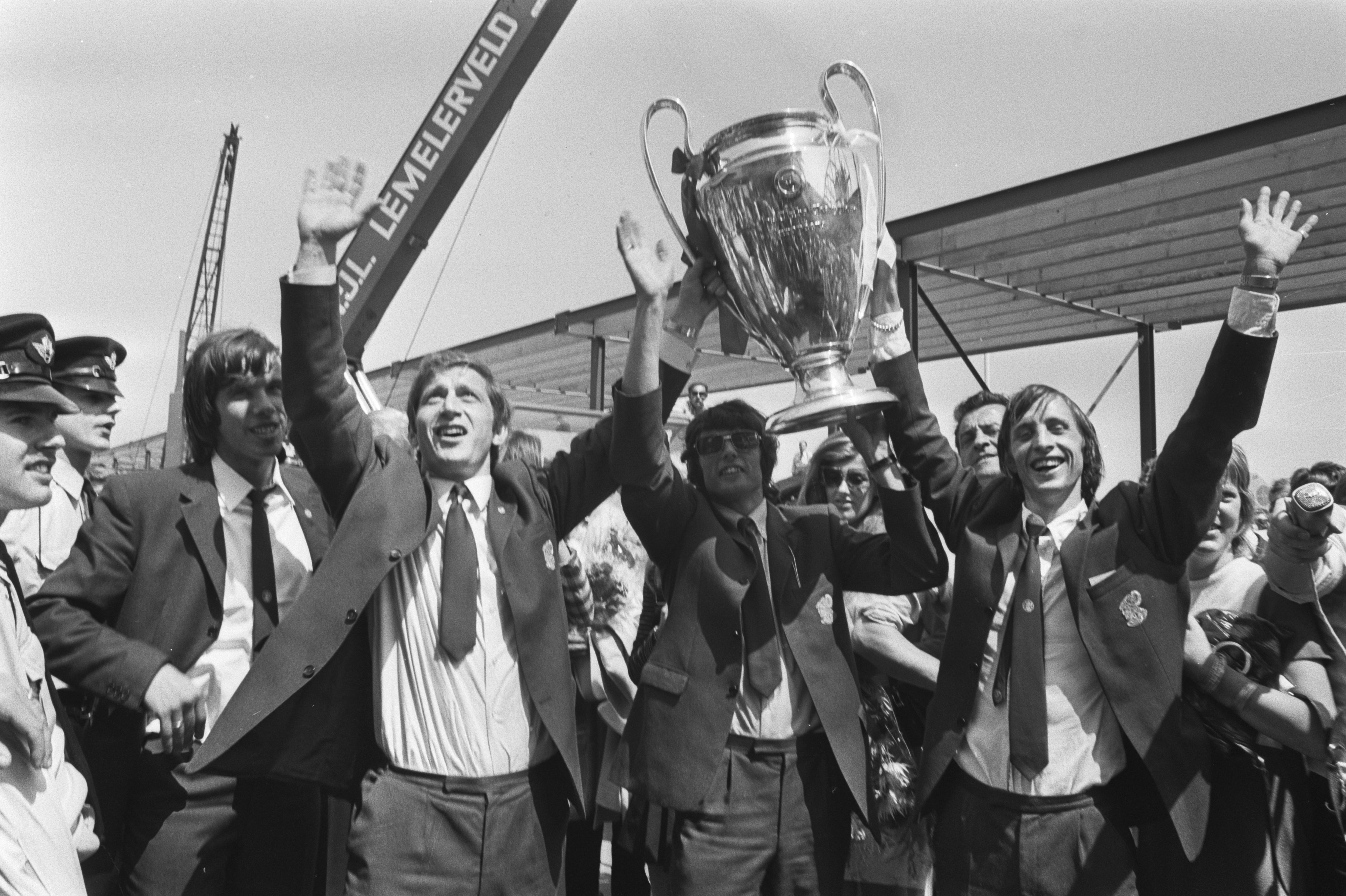
Dick van Dijk, Velibor Vasović, Wim Suurbier e Johan Cruijff con la prima Coppa dei Campioni vinta dall'Ajax nella stagione 1970-1971

Nella stagione 1970-1971 arrivano anche Johan Neeskens e Horst Blankenburg e Cruijff inizia ad indossare la maglia che lo renderà famoso, la numero quattordici. Questo perché il calciatore, di rientro da un infortunio, decide di cedere la sua usuale nove a Mühren e ne pesca casualmente un'altra. L'Ajax partecipa alla Coppa dei Campioni e arriva un'altra volta in finale dopo aver eliminato tra gli altri anche gli scozzesi del Celtic, finalisti nella precedente edizione e vincitori del trofeo solo quattro anni prima. L'ultimo atto si disputa il 2 giugno 1971 allo Stadio di Wembley di Londra contro il Panathīnaïkos allenato da Ferenc Puskás. I greci sono sconfitti per 2-0 grazie ad un gol di van Dijk a inizio partita e ad un altro di Haan a poco dalla fine. L'Ajax può così mettere in bacheca il prestigioso trofeo e poco dopo conquista anche la coppa nazionale, tuttavia Michels lascia la squadra per trasferirsi al Barcellona.

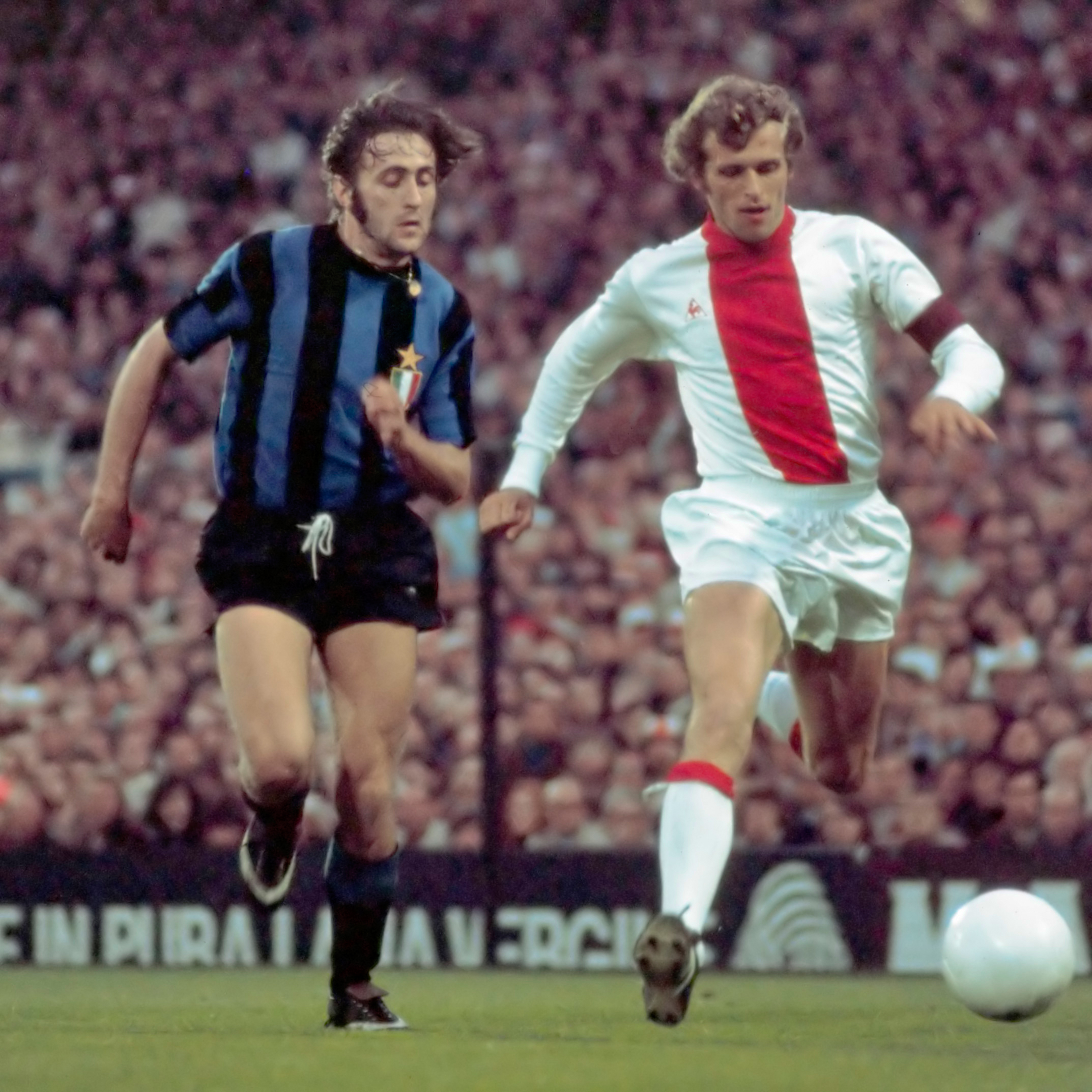
L'interista Mauro Bellugi e Piet Keizer durante la finale della Coppa dei Campioni 1971-1972.

È Ștefan Kovács, allenatore romeno arrivato dalla Steaua Bucurest, a succedere a Michels. L'Ajax decide di non partecipare alla Coppa Intercontinentale pur avendone diritto e diventa così il primo club a rinunciarvi. L'annata 1971-1972 si conclude comunque in maniera trionfale con il treble e sarà ricordata come una delle migliori di sempre. I lancieri conquistano infatti il quindicesimo titolo olandese e la settima Coppa d'Olanda, ma soprattutto la seconda Coppa dei Campioni. La finale europea si gioca il 31 maggio 1972 a Rotterdam, dove i lanceri arrivano senza aver subito sconfitte. Di fronte hanno l'Inter allenata da Giovanni Invernizzi, che viene battuta per 2-0 grazie ad una doppietta del neo-Pallone d'oro Cruijff realizzata nel secondo tempo.

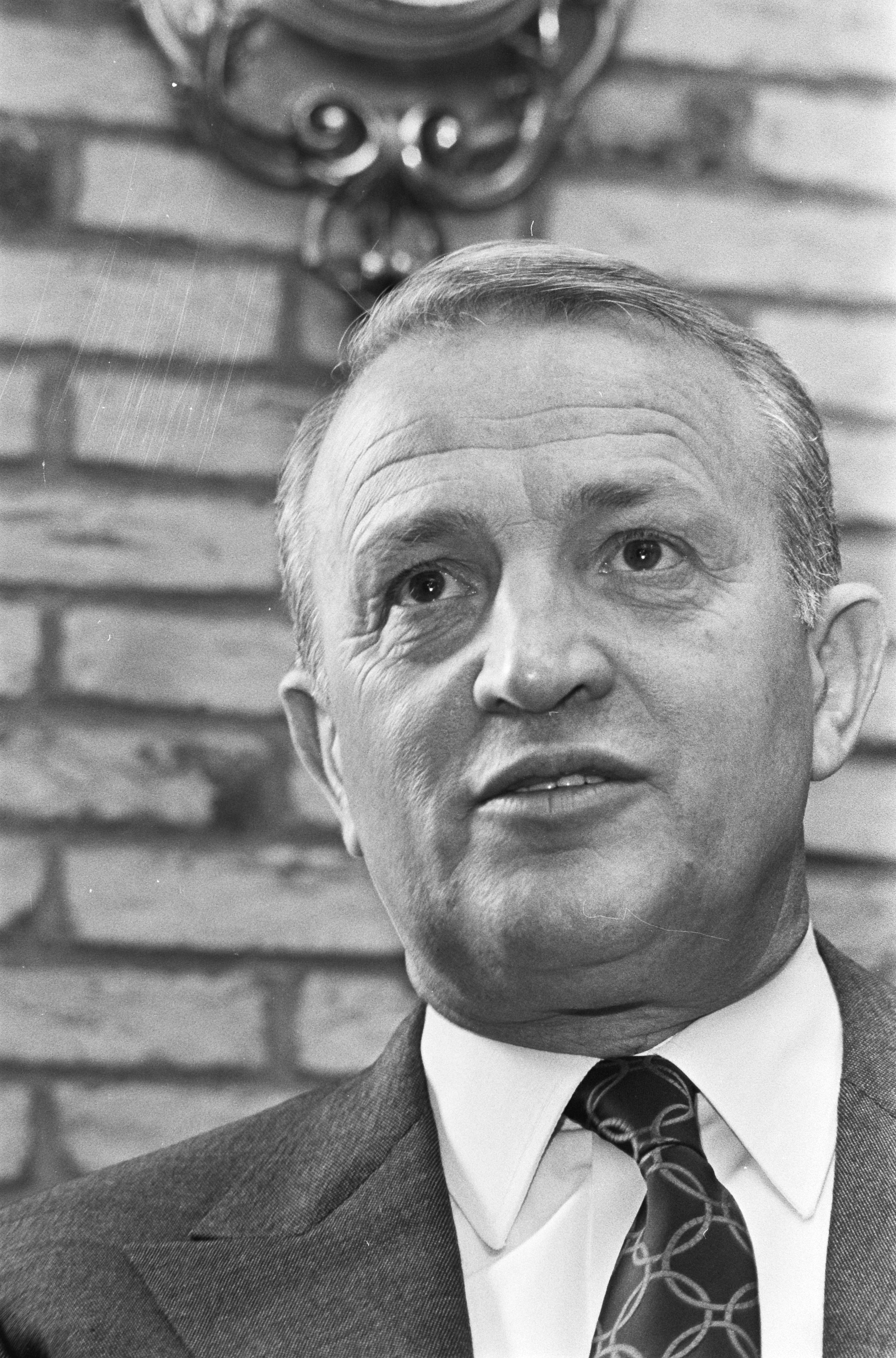
Ștefan Kovács nel 1971

La stagione 1972-1973 si apre con la conquista della prima Coppa Intercontinentale, giocata in un doppio confronto con i campioni sudamericani dell'Independiente: nella gara di andata, disputata ad Avellaneda, gli olandesi si portano subito in vantaggio con un gol di Cruijff, ma Sá nel finale riesce a riportare il risultato in parità. La gara di ritorno finisce invece 3-0 per gli olandesi: i biancorossi segnano un gol con Neeskens e chiudono la partita con la doppietta di Johnny Rep, giovane attaccante all'esordio in prima squadra, entrato in campo nel corso del secondo tempo. L'Ajax vince poi il campionato ed infine, dopo aver battuto anche i futuri pluricampioni del Bayern Monaco con un 5-2 complessivo ed il Real Madrid in entrambe le gare, il 30 maggio 1973 approda in finale di Coppa dei Campioni per la terza volta di fila. I giocatori olandesi arrivano a Belgrado accompagnati da mogli e fidanzate e con una folta capigliatura, mentre ad attenderli c'è nuovamente una squadra italiana, la Juventus di Čestmír Vycpálek. La gara si mette subito bene per i lancieri, che trovano presto il gol con Rep: l'attaccante supera in elevazione il terzino bianconero Silvio Longobucco e spedisce la palla in rete con un colpo di testa. Il risultato non cambia più, così l'Ajax vince la terza coppa consecutiva, impresa che in passato era riuscita solo al Real Madrid negli anni cinquanta, e può quindi tenersi definitivamente il trofeo.

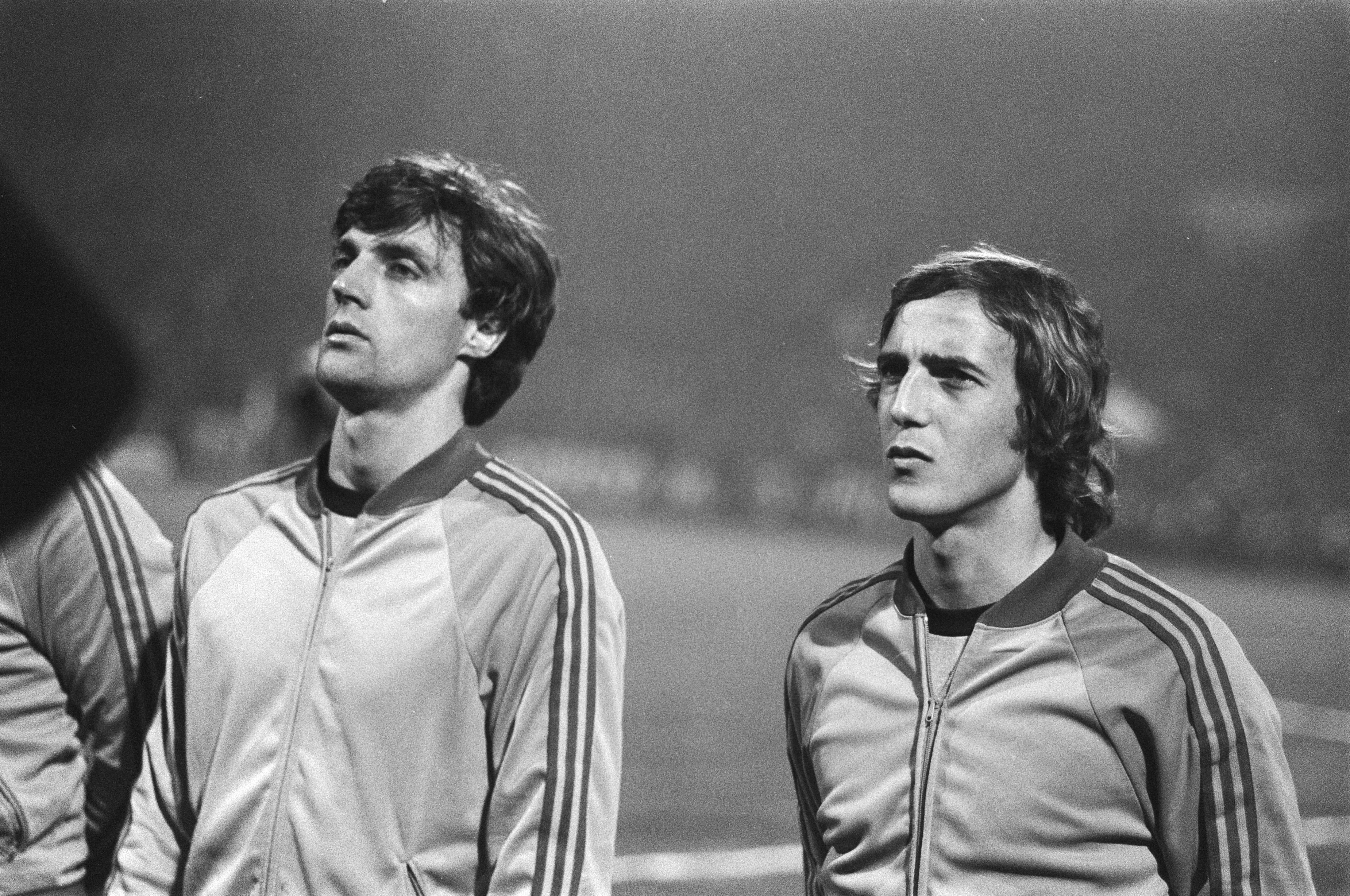
Ruud Krol e Johan Neeskens nel 1977

La stagione successiva si apre con Cruijff che segue Michels al Barcellona e la nomina di Kovács a commissario tecnico della nazionale francese. Sulla panchina del club di Amsterdam si siede quindi George Knobel. Gli olandesi decidono nuovamente di non partecipare alla Coppa Intercontinentale, però, dopo aver travolto nel doppio confronto il Milan per 6-1, conquistano la prima edizione della Supercoppa europea. Già l'anno precedente l'Ajax aveva sconfitto i Rangers detentori della Coppa delle Coppe, ma in palio non c'era la Supercoppa, bensì la Coppa del Centenario del Rangers F.C.: l'evento non era infatti stato organizzato dall'UEFA. La squadra partecipa naturalmente alla Coppa dei Campioni, ma questa volta non riesce ad arrivare in fondo: fatale è l'incontro nel secondo turno con i bulgari del CSKA Sofia, che ribaltano ai tempi supplementari l'1-0 subito nella partita di andata disputata ad Amsterdam. In estate si disputa poi il campionato del mondo in Germania Ovest e sulla panchina della nazionale olandese c'è Michels. Gli arancioni arrivano a disputare la finale contro i padroni di casa: vanno in vantaggio dopo due soli minuti con un calcio di rigore procurato da Cruijff e trasformato da Neeskens, senza che i padroni di casa siano riusciti a toccare palla, però alla fine saranno i tedeschi a conquistare la coppa. Il periodo del Gloria Ajax può ora dirsi concluso.

### Il declino e la rinascita (1974-1991)

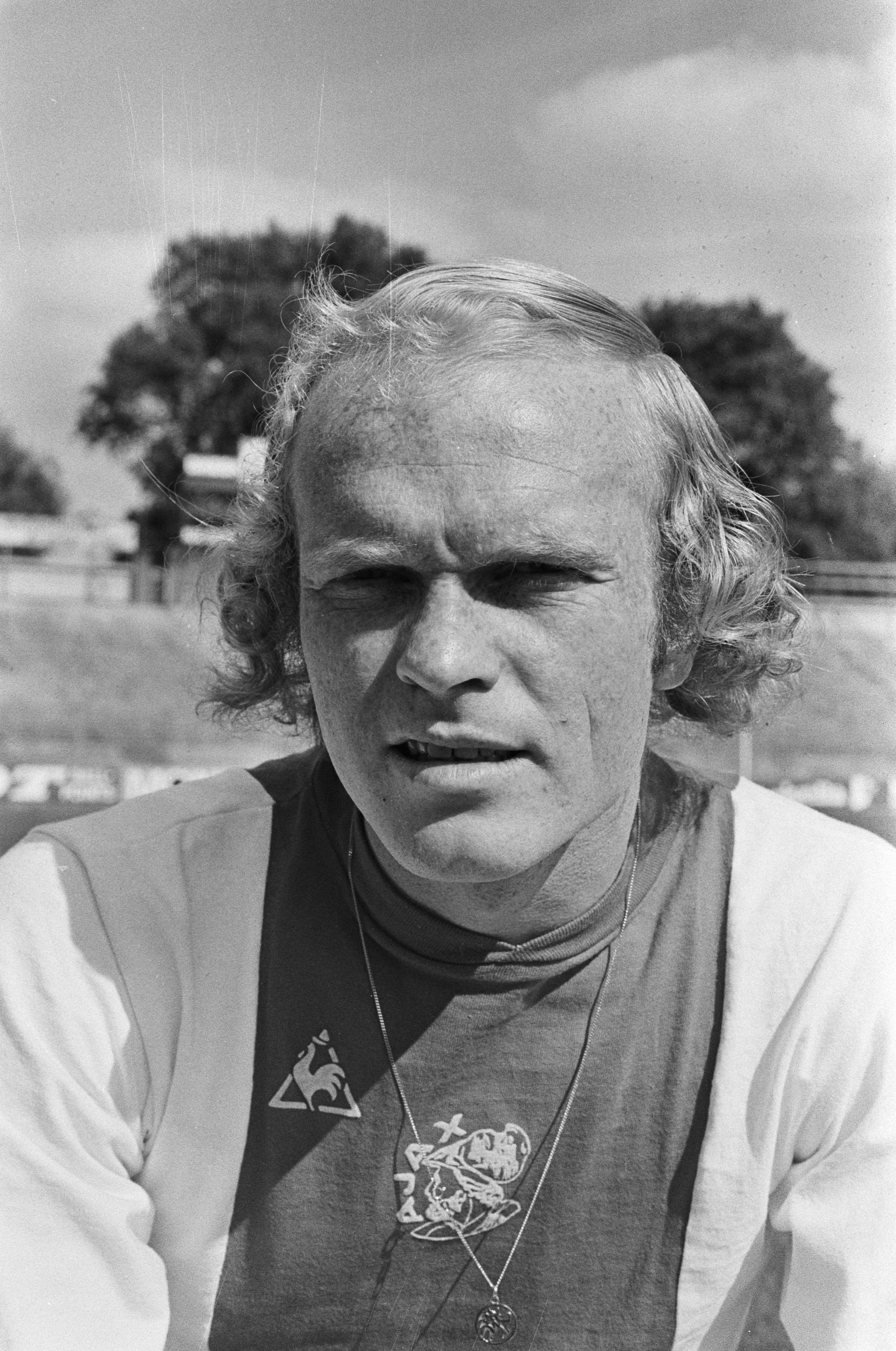
Ruud Geels nel 1974

La stagione 1974-1975 si apre senza Neeskens, che segue Cruijff e Michels al Barcellona, inoltre molti degli altri protagonisti dei recenti successi della squadra si trasferiranno altrove negli anni a seguire. Arrivano, però, Piet Schrijvers e Ruud Geels, quest'ultimo sempre capocannoniere in Eredivisie nelle quattro stagioni passate in biancorosso. In virtù del terzo posto finale ottenuto nel campionato precedente l'Ajax partecipa per la prima volta alla Coppa UEFA, dove ritrova la Juventus negli ottavi: questa volta, però, sono i bianconeri ad avere la meglio. Il cammino termina sempre in questo punto anche nella successiva partecipazione, però Geels è capocannoniere; da segnalare in questa stagione il ritorno sulla panchina della squadra di Rinus Michels.
I lancieri, guidati da Tomislav Ivić, tornano al successo in campionato nella stagione 1976-1977, per il primo successo dopo quattro anni, con in rosa Dick Schoenaker ed i danesi Frank Arnesen e Søren Lerby; sono, tuttavia, nuovamente eliminati ai quarti di finale dalla Juventus nella successiva partecipazione alla Coppa dei Campioni, dopo i tiri di rigore. Nella stagione 1978-1979 la squadra conquista, sotto la guida di Cor Brom, un nuovo double, mentre nella successiva, con Leo Beenhakker in panchina, arriva un altro titolo olandese. Nel 1979-1980 gli ajacidi arrivano anche a disputare la semifinale nella Coppa dei Campioni: ad andare avanti è il Nottingham Forest che vincerà il trofeo, tuttavia Lerby è capocannoniere.

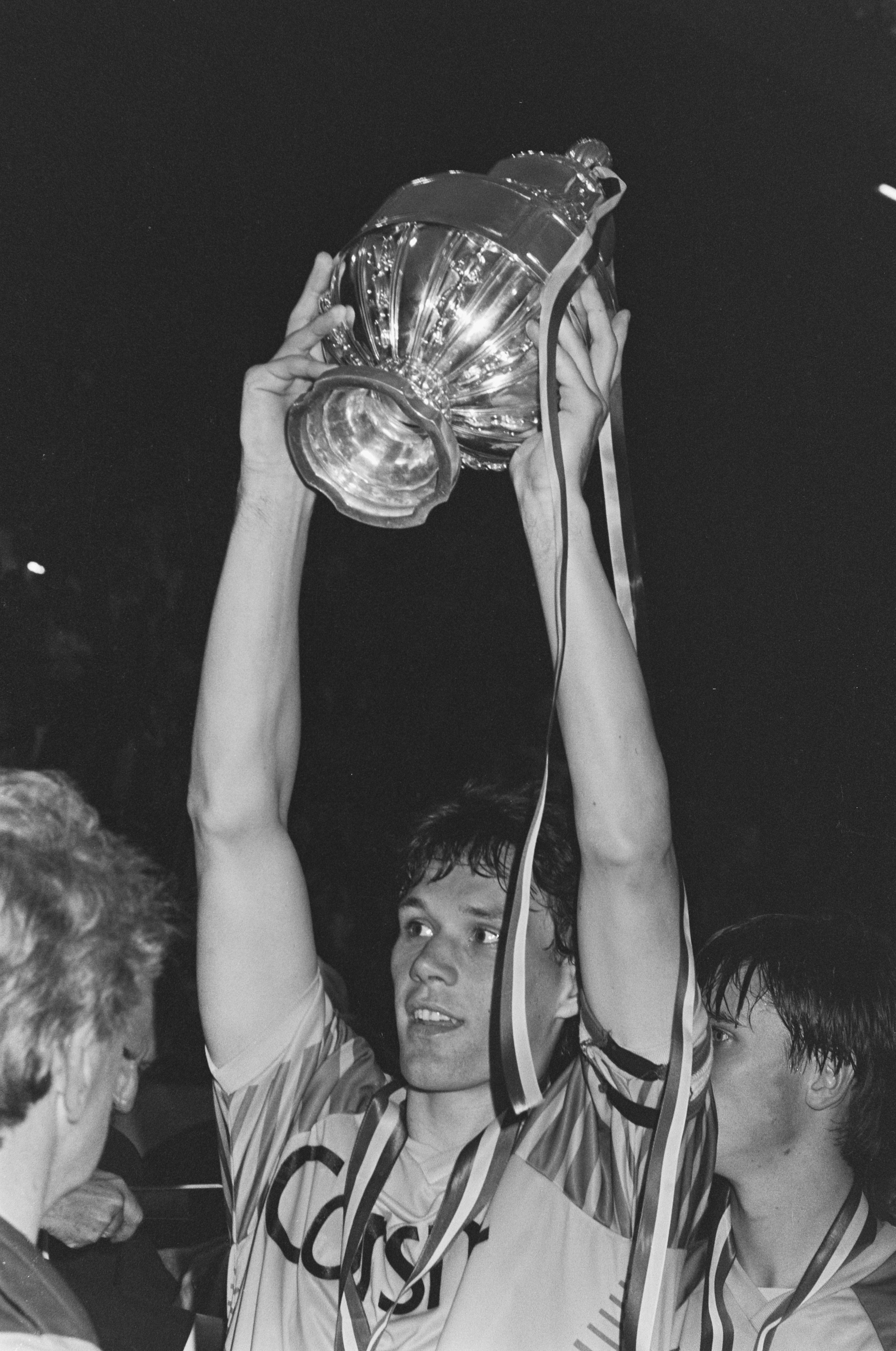
Marco van Basten alza la Coppa d'Olanda 1986-1987.

Verso l'inizio degli anni ottanta cominciano a farsi notare nell'Ajax nuovi talenti come Wim Kieft, che conquisterà la Scarpa d'oro 1982, e Marco van Basten, che sarà quattro volte capocannoniere del campionato e sarà premiato anch'egli con una Scarpa d'oro, oltre a Frank Rijkaard, John van 't Schip, Jesper Olsen e Gerald Vanenburg. Anche grazie ad alcuni di loro l'Ajax vince il campionato 1981-1982, il ventesimo, e quello successivo, ottenendo tra l'altro un altro double. Questi due titoli sono vinti anche da Johan Cruijff, tornato nel frattempo in biancorosso. In questo periodo, nella Coppa UEFA 1984-1985, gli olandesi ottengono la loro vittoria più ampia di sempre, un 14-0 contro i lussemburghesi del Red Boys Differdange, tuttavia non fanno generalmente molta strada in campo europeo; a fine stagione la squadra può comunque festeggiare la vittoria del campionato 1984-1985, quando in rosa figura anche un giovane Ronald Koeman.

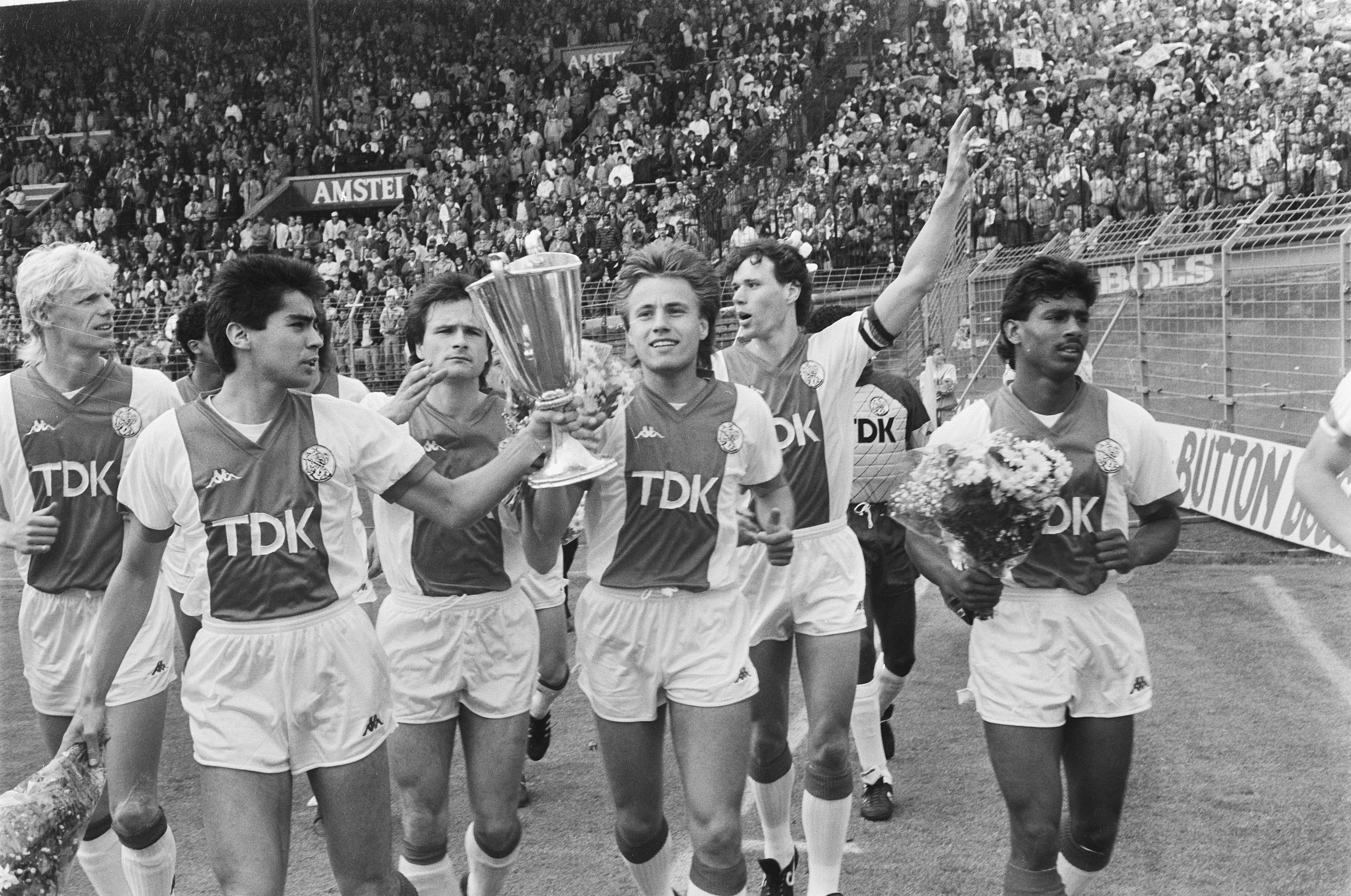
Arnold Scholten, Sonny Silooy, Peter Boeve, Rob Witschge, Marco van Basten e Aron Winter con la Coppa delle Coppe 1986-1987.

La situazione cambia presto: Cruijff, smessi da poco i panni da calciatore, diventa allenatore della squadra nel 1985. L'Ajax, dopo aver vinto la Coppa d'Olanda 1985-1986 partecipa alla successiva edizione della Coppa delle Coppe. Qui la squadra, grazie anche ai gol del capocannoniere John Bosman, riesce questa volta ad avanzare ed a disputare una finale europea dopo quattordici anni. La partita si gioca il 13 maggio 1987 ad Atene contro i tedeschi orientali della Lokomotive Lipsia, che vengono sconfitti per 1-0 grazie ad un colpo di testa di Marco van Basten, abile a deviare in porta un cross dalla destra di Sonny Silooy; in questo modo l'Ajax conquista la sua prima Coppa delle Coppe. Nella stagione successiva Marco van Basten, Sonny Silooy e Frank Rijkaard lasciano la squadra, impegnata nella Supercoppa europea, competizione in cui ha la peggio nel doppio confronto con i campioni d'Europa del Porto. Il 4 gennaio 1988, invece, è Cruijff a lasciare la squadra, ma gli olandesi, con in panchina Barry Hulshoff e con un giovane Dennis Bergkamp in campo, raggiungono nuovamente la finale della Coppa delle Coppe. La partita si gioca a Strasburgo, ma vede però prevalere i belgi del Malines per 1-0.
Gli anni immediatamente successivi non sono ricordati come un buon periodo: l'Ajax, nuovamente sotto la guida di Leo Beenhakker, ottiene nel 1990 il ventitreesimo titolo nazionale, ma questa è forse l'unica gioia: ai trentaduesimi di finale della Coppa UEFA 1989-1990 alcuni tifosi olandesi avevano lanciato una sbarra di ferro contro il portiere dell'Austria Vienna e il club era stato conseguentemente squalificato dalle competizioni europee, mentre poco prima, il 7 giugno 1989, il club era stato sconvolto dalla morte del secondo portiere Lloyd Doesburg, tra le vittime dell'incidente del volo Surinam Airways 764. Inoltre il club è coinvolto in alcune indagini fiscali.

### La seconda epoca d'oro (1992-1997)

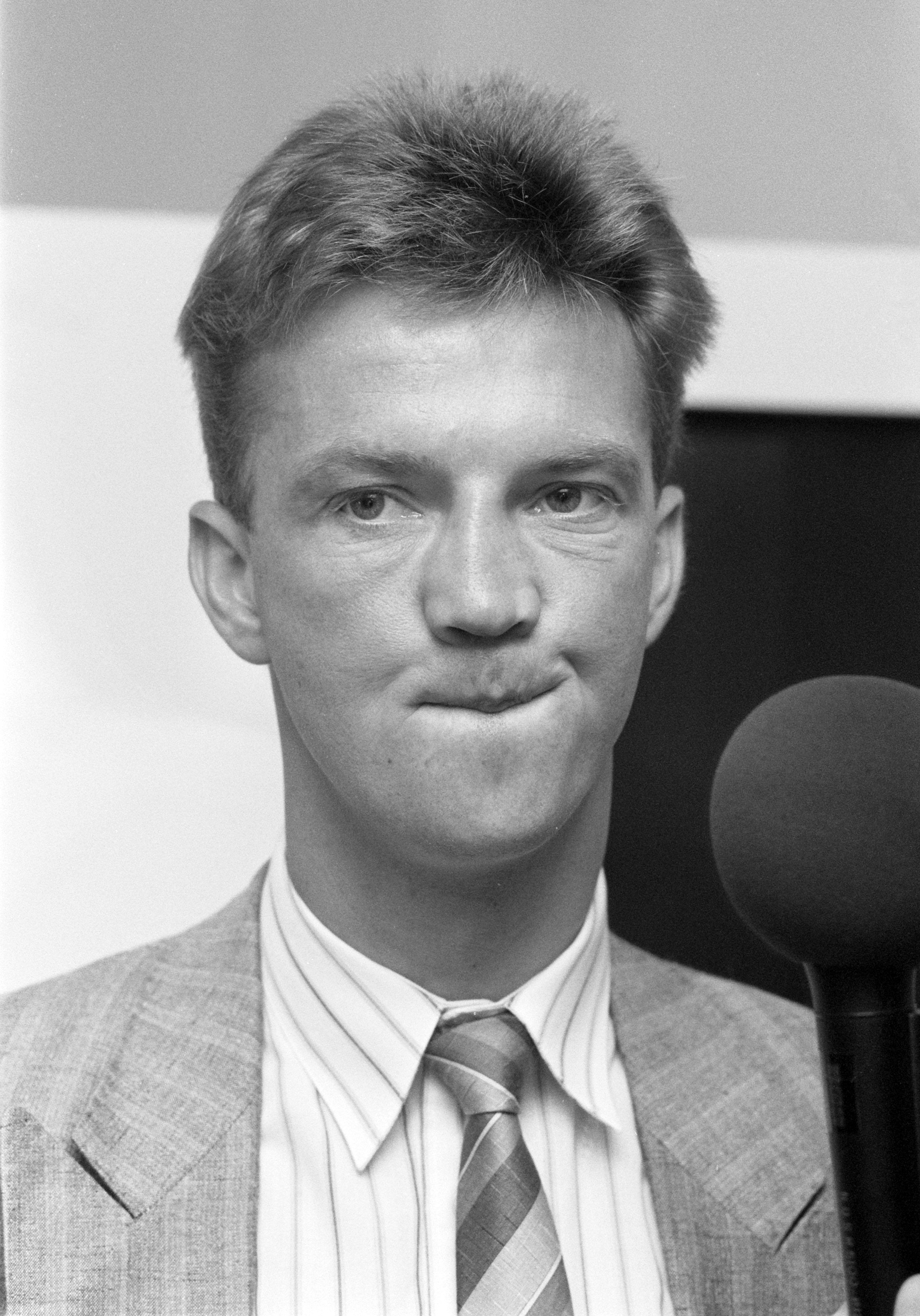
Louis van Gaal nel 1988

Beenhakker è rimpiazzato dal suo vice, Louis van Gaal, durante la stagione 1991-1992. Il giovane allenatore comincia la sua avventura nel migliore dei modi, vincendo cioè l'ultima delle tre classiche competizioni UEFA per club che mancava in bacheca, la Coppa UEFA. Gli olandesi partecipano infatti all'edizione 1991-1992 della manifestazione, e, dopo aver eliminato tra gli altri anche il Genoa, arrivano in finale. Nel doppio confronto si trovano ad affrontare un'altra squadra italiana, il Torino allenato da Emiliano Mondonico, e conquistano la coppa grazie alla regola dei gol fuori casa: l'andata allo Stadio delle Alpi finisce 2-2, mentre la gara all'Olympisch Stadion finisce a reti inviolate. In questo modo l'Ajax diventa la seconda squadra, dopo la Juventus, ad aver vinto tutte e tre i maggiori tornei europei di calcio per club.
In seguito i biancorossi tornano al successo in campionato nella stagione 1993-1994, quando vincono anche la prima Supercoppa olandese; poco prima il club era stato invece eliminato dal Parma nei quarti di finale della Coppa delle Coppe.

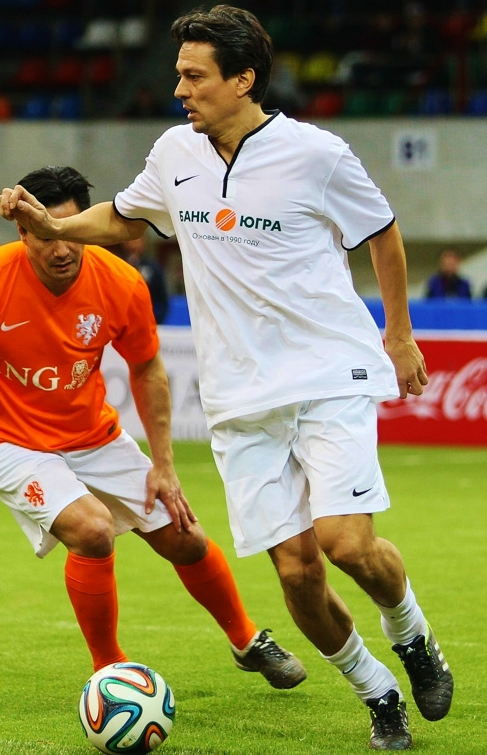
Jari Litmanen nel 2015

L'Ajax torna nuovamente al vertice del calcio europeo nella stagione 1994-1995, quando vive la sua seconda epopea: la squadra, forgiata da van Gaal, che in estate vince la Supercoppa dei Paesi Bassi (3-0 al Feyenoord) per la seconda volta di fila, è protagonista di una cavalcata in UEFA Champions League. Vinto il girone di qualificazione davanti al Milan campione d'Europa in carica, sconfitto tra l'altro per 2-0 in entrambe le partite, elimina nella successiva fase l'Hajduk Spalato e il Bayern Monaco, sempre pareggiando per 0-0 in trasferta vincendo con ampio margine il ritorno in casa. Nella finale, disputata a Vienna il 24 maggio 1995, l'Ajax si trova di fronte nuovamente i rossoneri, che sono anche i detentori della Coppa. L'Ajax gioca praticamente a memoria il suo 3-1-3-3, mentre nel collettivo spicca l'esperienza di giocatori come Frank Rijkaard e Danny Blind, la polivalenza dei gemelli Frank e Ronald De Boer, la classe di Clarence Seedorf, l'agonismo di Edgar Davids, la rapidità dell'ala Marc Overmars, il talento del fantasista finlandese Jari Litmanen, la solidità dei nigeriani Finidi George e Nwankwo Kanu, ed infine la freschezza del diciannovenne attaccante Patrick Kluivert che, subentrato nel corso della ripresa è autore dell'unico gol della partita. Questa squadra conta nove giocatori autoctoni tra i titolari della finale, visto che ai giocatori già citati vanno aggiunti Michael Reiziger ed il portiere Edwin van der Sar; molti di questi calciatori diventano anche titolari nella nazionale olandese. Nella stessa stagione la squadra si aggiudica anche il venticinquesimo titolo nella storia del club.

L'Ajax della stagione 1995-1996, vincitore di Eredivisie, Supercoppa d'Olanda, Supercoppa UEFA e Coppa Intercontinentale, e finalista di Champions League.

La stagione 1995-1996 comincia per l'Ajax con la conquista della Supercoppa olandese (la terza di fila, grazie al 2-1 contro il Feyenoord) e prosegue con la vittoria della seconda Coppa Intercontinentale: il 28 novembre 1995, a Tokio, gli olandesi sconfiggono i brasiliani del Grêmio ai tiri di rigore ottenendo per la seconda volta nella storia il treble. Nel febbraio del '96 arriva anche la seconda Supercoppa europea, ottenuta battendo 5-1 il Real Saragozza nel doppio confronto. La stagione è coronata dalla conquista del ventiseiesimo titolo, il terzo consecutivo e ultimo della gestione van Gaal. La matematica certezza arriva il 28 aprile 1996, quando si gioca Ajax-Willem II, incontro valevole per la trentatreesima giornata di campionato: la gara, che termina 5-1 per i padroni di casa, è anche l'ultima disputata nello Stadion De Meer. Il 22 maggio i Lancieri disputano a Roma la seconda finale consecutiva della UEFA Champions League contro la Juventus di Marcello Lippi, che si porta in vantaggio con Fabrizio Ravanelli. Il pareggio è raggiunto grazie ad un gol del capocannoniere della manifestazione, Jari Litmanen. Il risultato non cambia nemmeno dopo i tempi supplementari. Ai tiri di rigore il portiere bianconero Angelo Peruzzi è bravo a neutralizzare i tiri dal dischetto di Edgar Davids e di Sonny Silooy, così i bianconeri conquistano la coppa con il rigore segnato da Vladimir Jugović.

Lo juventino Paulo Sousa e l'ajacide Edgar Davids nella finale della UEFA Champions League 1995-1996.

Nella stagione 1996-1997 è inaugurata l'Amsterdam Arena, e l'Ajax ottiene un altro buon risultato nella Champions League, raggiungendo la semifinale della manifestazione. È sempre la Juventus a eliminare i lancieri, sconfitti in entrambi gli incontri. A fine stagione van Gaal lascia la squadra e si trasferisce al Barcellona.
Intanto però, nel 1995, era stata emanata la sentenza Bosman, che di fatto dà un maggior potere contrattuale ai calciatori. Questi talvolta vengono attirati da sontuosi contratti offerti loro dai grandi club europei, con i quali i lancieri non possono competere a livello economico. Per questo motivo nella seconda metà degli anni novanta molti dei protagonisti dei recenti successi lasciano il club: Clarence Seedorf, Edgar Davids, Nwankwo Kanu, Finidi George, Winston Bogarde, Patrick Kluivert, Marc Overmars, Frank e Ronald de Boer, Edwin van der Sar e Jari Litmanen sono solo alcuni dei punti di forza del club olandese che proseguono la loro carriera altrove.

### Verso la ricostruzione (1998-2011)
Nella stagione 1997-1998 l'Ajax riparte dall'allenatore danese Morten Olsen e del suo connazionale Michael Laudrup in campo. Partecipa alla Coppa UEFA, dove elimina l'Udinese ai sedicesimi di finale, ma si deve arrendere allo Spartak Mosca ai quarti. A fine stagione la squadra si aggiudica un nuovo double, seguito dalla coppa nazionale nella stagione successiva, durante la quale si verifica però un avvicendamento in panchina.

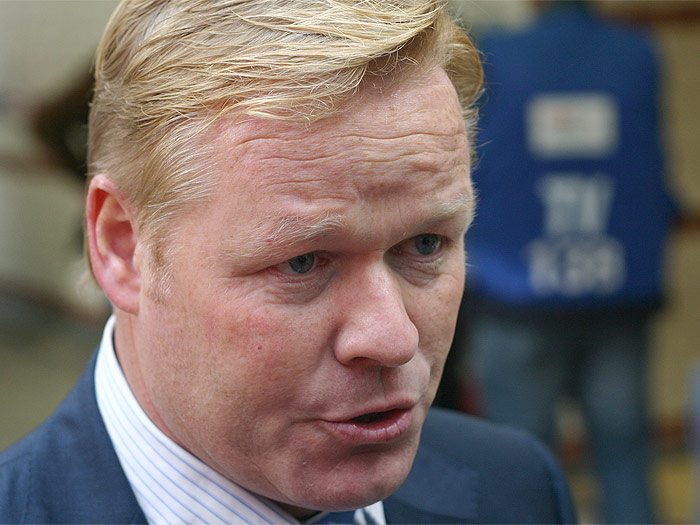
Ronald Koeman.

Un altro cambio in corsa avviene nella stagione 2001-2002, quando si insedia Ronald Koeman, sotto la cui guida l'Ajax ottiene un altro double. Nella successiva partecipazione alla Champions League gli olandesi arrivano ai quarti di finale anche grazie ai gol di Zlatan Ibrahimović: avanzano alla seconda fase a gironi insieme con l'Inter e qui incontrano un'altra squadra italiana, la Roma; si qualificano alla fase a eliminazione diretta insieme con il Valencia, ma è fatale l'incontro ai quarti con il Milan, che poi vincerà la coppa.

Zlatan Ibrahimović nel 2003.

I lancieri tornano alla vittoria in campionato nella stagione 2003-2004, tuttavia nella successiva Champions League finiscono ultimi in un gruppo vinto dal Milan. Va leggermente meglio l'anno successivo: dopo il terzo posto nel gruppo di Champions League vinto dalla Juventus gli olandesi proseguono in Coppa UEFA, dove sono, però, eliminati dai francesi dell'Auxerre ai sedicesimi. Proprio in seguito a questa sconfitta Koeman si dimette dall'incarico.
Nella stagione 2005-2006 l'Ajax, sotto la guida dall'ex giocatore biancorosso Danny Blind, raggiunge gli ottavi di finale della Champions League. In questa manifestazione i lancieri, al cui organico si aggiunge in gennaio l'attaccante Klaas-Jan Huntelaar, sono eliminati dall'Inter, ma conquistano sia la supercoppa sia la coppa nazionale; questa stessa combinazione viene ottenuta nella stagione 2006-2007, quando sulla panchina siede Henk ten Cate. L'annata seguente inizia con le cessioni multimilionarie di Ryan Babel e di Wesley Sneijder e con l'acquisto di Luis Suárez, però la squadra manca la qualificazione alla fase a gruppi della Champions League, mentre in febbraio ritorna Johan Cruijff, questa volta con un ruolo dirigenziale.

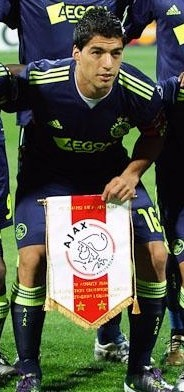
Luis Suárez nel 2010.

La stagione 2008-2009 inizia con la cessione di John Heitinga, mentre a sedersi in panchina è l'ex stella Marco van Basten: la squadra riesce a qualificarsi per la fase a eliminazione diretta della Coppa UEFA e ad eliminare la Fiorentina ai sedicesimi di finale, ma viene battuta nel turno successivo dall'Olympique Marsiglia. L'avventura del tecnico si conclude, però, con le dimissioni presentate a fine stagione, dopo aver mancato la qualificazione alla Champions League. Ceduta una pedina importante quale Thomas Vermaelen, per la stagione 2009-2010 il club chiama Martin Jol a guidare la squadra, che arriva ai sedicesimi dell'Europa League, dove l'eliminazione avviene per mano della Juventus. I lancieri conquistano comunque la diciottesima coppa nazionale e si classificano al secondo posto in campionato.

### La "rivoluzione di velluto" di Cruijff, l'era De Boer e la terza stella (2011-2016)
L'annata 2010-2011 si apre col ritorno dell'Ajax in UEFA Champions League dopo un lustro di assenza, tuttavia la squadra inizia la campagna europea perdendo per 2-0 contro il Real Madrid. A questo punto Cruijff propone, dalle colonne del De Telegraaf, le dimissioni della dirigenza e la sua sostituzione con ex giocatori. A dicembre Jol si dimette, con i lancieri quarti in campionato e a rischio eliminazione dalla massima competizione continentale: è sostituito da Frank de Boer, icona del club biancorosso e sino a quel momento tecnico delle giovanili. Gli olandesi iniziano vincendo per 2-0 al Meazza contro un Milan già qualificato agli ottavi, e possono almeno proseguire in Europa League. Intanto, sul fronte societario, il 30 marzo la dirigenza si dimette e Cruijff, affiancato dagli ex calciatori dell'Ajax Wim Jonk e Dennis Bergkamp, inizia la cosiddetta "rivoluzione di velluto": bel calcio, metà della squadra composta da buoni giocatori provenienti dalle giovanili e acquisto di soli giocatori migliori di quelli in arrivo dal vivaio. L'annata si conclude con la vittoria del trentesimo titolo olandese, che porta in dote la prestigiosa "terza stella", dopo un digiuno di titoli durato sette anni. La rosa, che include anche il partente Maarten Stekelenburg, ha un'età media di 22 anni ed è la più giovane di sempre a laurearsi campione in Eredivisie; inoltre de Boer è il terzo olandese della storia, dopo Rinus Michels e Ronald Koeman, a vincere in patria il campionato sia da giocatore sia da allenatore.

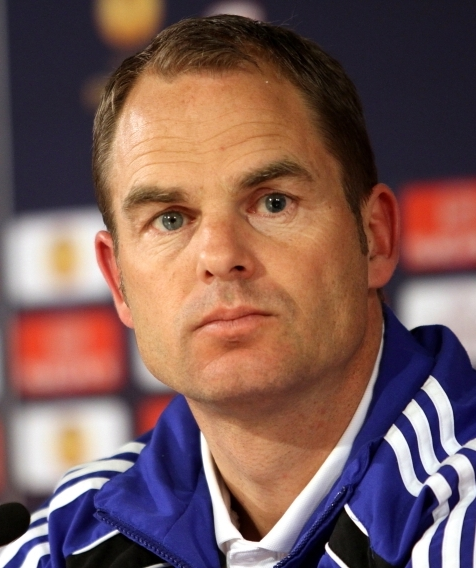
Frank de Boer nel 2011.

L'Ajax si aggiudica un'altra Supercoppa d'Olanda nella stagione 2011-2012 e passa ancora, questa volta amaramente, dalla UEFA Champions League all'Europa League; in Eredivisie, però, dopo una cavalcata di quattordici vittorie consecutive, la squadra si conferma campione d'Olanda per la trentunesima volta, con un turno d'anticipo. Nel 2012-2013 rivince il campionato e si piazza terza nel girone di UEFA Champions League; l'anno dopo rivince il campionato e si aggiudica la supercoppa nazionale: le vittorie consecutive in Eredivisie sono quattro e ciò rappresenta un record, seppur condiviso con PSV e HVV. Ceduti Jan Vertonghen, Miralem Sulejmani, Christian Eriksen, Daley Blind e Toby Alderweireld, nelle due stagioni successive la compagine di Amsterdam si piazza seconda in Eredivisie, mancando nel 2015-2016 la vittoria di un titolo che pareva cosa fatta; in UEFA Champions League si piazza terza nel girone di nel 2014-2015. Al termine della stagione 2015-2016 il club annuncia la risoluzione consensuale del contratto con l'allenatore de Boer. Lasciano Amsterdam anche i calciatori Arkadiusz Milik e Jasper Cillessen.

### Bosz e Ten Hag e il ritorno nelle semifinali di Champions (2016-oggi)

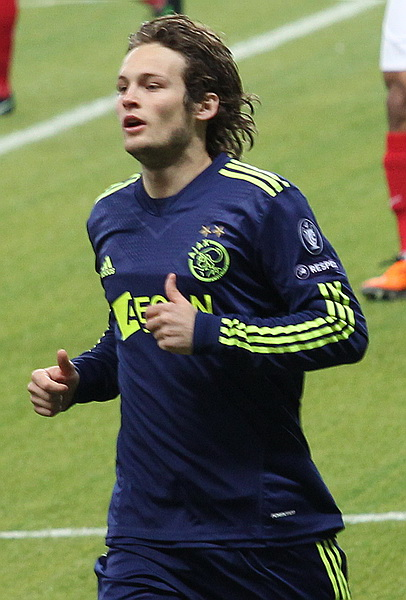
Daley Blind.

Affidata al tecnico Peter Bosz, la squadra, che nella stagione 2016-2017 ha un organico molto giovane (età media inferiore ai 23 anni), viene prima estromessa dalla UEFA Champions League ai gironi, poi raggiunge la finale dell'Europa League, la decima finale europea nella storia del club. A vincere a Solna è, però, il Manchester Utd di José Mourinho, che con un gol per tempo batte i lancieri, i quali schierano la squadra più giovane nella storia del torneo (età media di 22 anni e 282 giorni). Secondi classificati in campionato (terza volta consecutiva), un punto dietro al Feyenoord campione, i lancieri cederanno in estate Davy Klaassen e Davinson Sánchez. 
Si apre dunque la gestione del tecnico Marcel Keizer, ma l'annata seguente non è molto fortunata: l'Ajax resta fuori dal tabellone principale delle due competizioni europee ed è sconfitto negli ottavi della coppa nazionale dal Twente. Proprio a causa di quest'ultimo risultato negativo Keizer viene esonerato e rimpiazzato con Erik ten Hag, che guida la squadra al secondo posto nel campionato 2017-2018. 
Di tutt'altro tono è invece la stagione 2018-2019: dopo la cessione di Justin Kluivert ed il ritorno di Daley Blind, gli olandesi riescono nuovamente ad accedere, dopo tredici anni, agli ottavi di finale della UEFA Champions League. Eliminato il Real Madrid detentore del trofeo da tre anni di fila (vittorioso per 2-1 in trasferta, ma sconfitto per 1-4 al Santiago Bernabéu), il sodalizio olandese riesce in un'altra impresa ai quarti, eliminando la Juventus (battuta per 2-1 allo Juventus Stadium dopo l'1-1 dell'andata). e accedendo alla semifinale nella massima competizione europea a ventidue anni dall'ultima volta. Contro il Tottenham la squadra si impone per 1-0 in trasferta, ma nel ritorno sciupa il vantaggio di 2-0, subendo tre gol nel finale di partita e l'eliminazione per via della regola dei gol in trasferta. Frattanto, battendo il Willem II per 4-0, l'Ajax ha vinto il primo trofeo dopo quasi cinque anni, la Coppa dei Paesi Bassi. Qualche giorno dopo la squadra si laurea campione d'Olanda per la trentaquattresima volta, aggiudicandosi il campionato dopo cinque anni di attesa e centrando inoltre il primo double nazionale (coppa-campionato) dopo diciassette anni. L'annata vede l'affermazione di talenti quali Hakim Ziyech, Dušan Tadić, Frenkie de Jong, Donny van de Beek e Matthijs de Ligt..
La stagione 2019-2020 inizia con la vittoria della supercoppa nazionale grazie al 2-0 contro il PSV e accedere alla fase a gironi di UEFA Champions League dopo aver superato due turni preliminari. Nella fase a gironi della massima competizione europea, malgrado due nette vittorie iniziali (per 3-0) contro Lilla e Valencia, la squadra non riesce a superare il turno a causa della sconfitta interna subita nel sesto e ultimo incontro con gli spagnoli. Il terzo posto nella classifica del girone consente comunque di accedere all'Europa League, dalla quale il club di Amsterdam viene eliminato già ai sedicesimi dal Getafe. Dalla Coppa dei Paesi Bassi viene eliminato in semifinale dall'Utrecht (2-0), mentre in campionato, con PSV e Feyenoord a dovuta distanza nella prima parte di stagione, sono Willem II e AZ Alkmaar le rivelazioni che a dicembre riescono a battere l'Ajax e a rallentarne la corsa solitaria. Tuttavia il 22 dicembre la squadra di Ten Hag si laurea campione d'inverno - con un vantaggio di tre punti sull'AZ - e con 163 reti è la squadra olandese con più reti fatte in un anno solare. A causa della pandemia di COVID-19, la federcalcio nazionale decide, tuttavia, di sospendere definitivamente il campionato, senza assegnare il titolo.
Il 24 ottobre 2020, nel match valido per la sesta giornata di Eredivisie, l'Ajax batte per 13-0 il VVV Venlo, superando il precedente record di vittoria con il maggior scarto di gol in campionato, risalente al 1972, quando lo stesso Ajax aveva vinto per 12-1 contro il Vitesse. La stagione 2020-2021 si chiude in modo trionfale, con un altro double campionato-Coppa dei Paesi Bassi, vinta battendo in finale il Vitesse per 2-1. La gestione di Ten Hag si chiude al termine della stagione 2021-2022, impreziosita dalla vittoria del campionato.
Nella stagione 2022-2023 si avvicendano sulla panchina aiacide Alfred Schreuder e John Heitinga, ma la squadra, che perde la Supercoppa nazionale contro il PSV, esce precocemente dalle coppe europee, perde ai rigori contro il PSV la finale di coppa nazionale e manca, in campionato, la qualificazione alla UEFA Champions League dopo quattordici anni. Alla fine della stagione Heitinga, subentrato ad interim, non viene confermato.